# 雷天霖
雷天霖，1930年生，中華民國海軍中將，浙江鄞縣人。

## 生平
生於浙江寧波鄞縣。1948年畢業於培正中學，時稱“建社”。1953年畢業於中華民國海軍軍官學校42年班。 先後畢業於海軍參謀指揮學校，國防大學戰爭學院將官班。
海軍履歷如下：
- 曾任中華民國海軍文山號驅逐艦艦艦長，上校
- 富陽號驅逐艦艦長，上校[4]
- 曾任中華民國海軍陸戰隊（早年稱海軍登陸隊）第二艦隊副艦長，少將
- 曾任海軍巡防艦隊艦隊長
- 曾任中華民國海軍總司令部副參謀長、參謀長
- 1980年，晉升海軍中將
- 1983年，訪問韓國[5]
- 曾任中華民國海軍總司令部政治作戰計劃委員會主任委員，中將
- 出任中華民國國防部聯訓部副主任

## 社會活動
- 曾任培正中學校友會會長[2]。

## 代表著作
- 《海權史》雷天霖 高一中 合著，1993年，海軍學術月刊社發行
- 《一九九〇年代的美國海軍》，譯著，1998年，海軍學術月刊社
- 《禁止及限制水域與領海及鄰接區水域研析》章長蓉, 雷天霖, 寇林泉 合著，台灣國防部，2002年
- 《在國家反恐機制中國軍遂行任務之研析》傅應川, 雷天霖，合著，台灣國防部，2003年